# Якутский международный кинофестиваль
Якутский международный кинофестиваль (ЯМКФ) — международный кинофестиваль в г. Якутске. Проводится с 2013 года.

## Программа фестиваля
Программа ЯМКФ включает в себя международный основной конкурс игрового полнометражного кино, международный конкурс документального кино, внеконкурсные и специальные показы, встречи авторов и гостей со зрителями, другие программы.
Программа фестиваля включает:
- Основной конкурс (игровое полнометражное);
- Конкурс неигрового кино;
- Конкурс среди якутских фильмов на приз зрительских симпатий;
- Внеконкурсный и специальный показы (игровое, неигровое, анимационное кино);
- Мастер-классы;
- Пресс-конференции;
- Круглые столы;
- Творческие встречи гостей и авторов со зрителями.

## Цель
ЯМКФ проводится в целях творческого сотрудничества и обмена опытом между кинематографистами всего мира. 

## Список фестивалей

### V Якутский международный кинофестиваль
Кинофестиваль проходил с 6 по 10 сентября 2017 года.

### VI Якутский международный кинофестиваль
Кинофестиваль, который должен был проходить с 18 по 22 марта 2020 года в г. Якутске, был отменён из-за угрозы распространения коронавируса COVID-19. По сообщению программного директора Алексея Медведева, фильмы-конкурсанты будут рассмотрены членами жюри в дистанционном режиме, а результаты опубликованы на сайте.

### VII Якутский международный кинофестиваль
Власти Республики Саха (Якутия) планируют провести кинофестиваль в 2023 году в новом формате.

## Призы
Эмблемой и главным призом Якутского международного кинофестиваля являются снежные очки, выполненные из серебра с вкраплениями циркониев в форме созвездия Большой медведицы и бриллианта, символизирующего Полярную звезду.
Жюри присуждает следующие призы «Снежные очки»:
Основной конкурс:
«Золотые снежные очки»:
— за лучший фильм;
— за лучшую работу режиссера.
«Серебряные снежные очки»:
— Два специальных приза жюри — (название спецприза определяется ежегодным составом жюри, вручается в соответствии с решением жюри).
Конкурс неигрового кино:
«Золотые снежные очки»:
— за лучший фильм;
— за лучшую работу режиссера.
«Серебряные снежные очки»:
— Два специальных приза жюри — (название спецприза определяется ежегодным составом жюри, вручается в соответствии с решением жюри).
Приз зрительских симпатий среди якутских фильмов, вышедших в период с сентября 2017 г. по март 2020 г., определяется путем опроса зрителей через интернет-голосование на сайте joker.ykt.ru  в следующих номинациях:
«Золотые снежные очки»:
— «Лучший якутский фильм»;
«Серебряные снежные очки»:
— «Лучшая женская роль в якутском кино»;
— «Лучшая мужская роль в якутском кино».
Правление Союза кинематографистов Республики Саха (Якутия) присуждает приз имени оператора Иннокентия Аммосова. «Серебряные снежные очки» вручаются за лучшую операторскую работу.
На ЯМКФ также вручаются призы государственных, общественных и других организаций, именные призы.
Предполагается личное участие призеров в церемониях награждения.